# Giacobbe piange sulla veste di Giuseppe
Giacobbe piange sulla veste di Giuseppe è un dipinto a olio su tela (75x63,5) realizzato dal Guercino intorno al 1624-25 e conservato nella collezione della Bob Jones University di Greenville.

## Storia
Frances Vivian ha identificato l'opera con la tela descritta nell'inventario Barberini del 1686 come "una Testa d'un Santo alta p.3 e larga p.2 incirca, con le mani, che tiene un panno bianco ... mano del Guercino". La storia collezionistica della tela è lacunosa, ma è noto che dopo aver lasciato Roma il dipinto era di proprietà del Commissaire L'Enfant a Parigi, come attesta la didascalia di un'incisione dell'opera realizzata da J. Van Loo, attivo a Parigi nei primi quarant'anni del XVIII secolo. L'università statunitense l'acquistò nel 1957 da Julius Weitzner di New York e Londra.

## Descrizione e analisi
Il dipinto rappresenta un episodio dell'Antico Testamento, Genesi 29, 31-34, in cui il patriarca Giacobbe piange sulla veste lacera e macchiata di sangue di Giuseppe, il figlio prediletto. Il soggetto non era raro nella pittura del Seicento, ma Guercino sviluppa il tema pittorico in maniera originale: il dolore di Giuseppe veniva solitamente rappresentato in un contesto narrativo più ampio, che spesso includeva anche gli altri figli (come nel Ruben mostra a Giacobbe la veste di Giuseppe, realizzato dallo stesso Guercino intorno al 1655), ma in questa tela l'artista sceglie di dipingere l'anziano patriarca solo e in primo piano. Liberando il soggetto dal contesto narrativo, Guercino focalizza l'attenzione sulla disperazione del personaggio, resa vividamente nella Genesi: "Giacobbe si stracciò le vesti, si pose un cilicio attorno ai fianchi e fece lutto sul figlio per molti giorni" (37, 34).
Anche la veste bianca si allontana dall'iconografia tradizionale, dato che la tunica di Giuseppe è descritta come "dai molti colori" (כְּתֹ֥נֶת פַּסִּֽים׃, "tunica polymita" nella Vulgata; Gen 37, 3): per quanto traduzioni più recenti preferiscano rendere l'ebraico come "dalle lunghe maniche", l'idea che la tunica fosse variopinta era ben radicata nell'iconografia e sopravvive anche nelle traduzioni italiane di Antonio Martini, Eusebio Tintori e Giuseppe Ricciotti. Ciò evidentemente destò confusione nell'identificazione del soggetto dell'opera, dato che nello stesso catalogo Barberini Giuseppe viene identificato genericamente (ed erroneamente) come "un Santo".
Denis Mahon ha datato la tela intorno al 1624/1625 e il dipinto presenta caratteristiche simili ad altre opere di questo periodo, segnato dal ritorno a Cento da Roma, come la vigorosa rappresentazione della barba e dei capelli (simile al coevo San Pietro nella Galleria Palatina), ma anche la luce quasi violacea sugli occhi e le palpebre. Anche se il blu della veste del patriarca richiama le opere giovanili di Guercino, la rappresentazioni della luce, che dà peso e nobiltà ai tratti di Giacobbe, dimostra l'impatto del Caravaggio conosciuto durante il soggiorno romano.